# Ardàtov (Mordòvia)
Ardàtov (erzya: Орданьбуе, Ordańbuje; rus: Арда́тов) és una ciutat de la República de Mordòvia, a Rússia, segons el cens del 2020 tenia 8.294 habitants.